# Podsavezna nogometna liga NP Osijek 1961./62.
Podsavezna nogometna liga Nogometnog podsaveza Osijek predstavljala je 4. rang natjecanja u SFRJ. Prvak bi se direktno plasirao u Slavonsku nogometnu zonu.
| Mj.                    | Klub                     | Sus.                                                                                         | Pobj.                                                                                        | Ner.                                                                                         | Por.                                                                                         | GR.                                                                                          | Bod.                                                                                         |
| ---------------------- | ------------------------ | -------------------------------------------------------------------------------------------- | -------------------------------------------------------------------------------------------- | -------------------------------------------------------------------------------------------- | -------------------------------------------------------------------------------------------- | -------------------------------------------------------------------------------------------- | -------------------------------------------------------------------------------------------- |
| 1.                     | NK Grafičar Osijek       | 21                                                                                           | 14                                                                                           | 5                                                                                            | 2                                                                                            | 51:17                                                                                        | 33                                                                                           |
| 2.                     | NK Darda                 | 21                                                                                           | 12                                                                                           | 4                                                                                            | 5                                                                                            | 80:37                                                                                        | 28                                                                                           |
| 3.                     | NK Jedinstvo Čepin       | 21                                                                                           | 10                                                                                           | 7                                                                                            | 4                                                                                            | 55:28                                                                                        | 27                                                                                           |
| 4.                     | NK Elektra Osijek        | 21                                                                                           | 13                                                                                           | 1                                                                                            | 7                                                                                            | 56:38                                                                                        | 27                                                                                           |
| 5.                     | NK Jedinstvo Đakovo ↓1   | 21                                                                                           | 10                                                                                           | 3                                                                                            | 8                                                                                            | 55:45                                                                                        | 23                                                                                           |
| 6.                     | NK Omladinac Petrijevci  | 21                                                                                           | 9                                                                                            | 2                                                                                            | 10                                                                                           | 58:54                                                                                        | 20                                                                                           |
| 7.                     | NK Jadran Branjin Vrh    | 21                                                                                           | 7                                                                                            | 6                                                                                            | 8                                                                                            | 49:52                                                                                        | 20                                                                                           |
| 8.                     | NK LIO Osijek            | 21                                                                                           | 7                                                                                            | 2                                                                                            | 12                                                                                           | 39:58                                                                                        | 16                                                                                           |
| 9.                     | NK Belje Kneževo         | 21                                                                                           | 6                                                                                            | 3                                                                                            | 12                                                                                           | 35:67                                                                                        | 15                                                                                           |
| 10.                    | NK Lokomotiva Belišće    | 21                                                                                           | 6                                                                                            | 1                                                                                            | 14                                                                                           | 31:65                                                                                        | 13                                                                                           |
| 11.                    | NK Dalj                  | 21                                                                                           | 4                                                                                            | 3                                                                                            | 14                                                                                           | 33:71                                                                                        | 11                                                                                           |
| 12.                    | ĐŠK Đakovo               | isključen iz natjecanja nakon jesenskog dijela prvenstva zbog nedolaska na dvije utakmice ↓1 | isključen iz natjecanja nakon jesenskog dijela prvenstva zbog nedolaska na dvije utakmice ↓1 | isključen iz natjecanja nakon jesenskog dijela prvenstva zbog nedolaska na dvije utakmice ↓1 | isključen iz natjecanja nakon jesenskog dijela prvenstva zbog nedolaska na dvije utakmice ↓1 | isključen iz natjecanja nakon jesenskog dijela prvenstva zbog nedolaska na dvije utakmice ↓1 | isključen iz natjecanja nakon jesenskog dijela prvenstva zbog nedolaska na dvije utakmice ↓1 |
| Izvan konkurencije: ↓1 |                          |                                                                                              |                                                                                              |                                                                                              |                                                                                              |                                                                                              |                                                                                              |
|                        | NK Proleter Osijek II ↓2 | 21                                                                                           | 14                                                                                           | 4                                                                                            | 3                                                                                            | 79:40                                                                                        | 32                                                                                           |